# District de Chamoli
Le district de Chamoli (hindi : चमोली ज़िला) est le deuxième plus grand district de l'État d'Uttarakhand en Inde. 

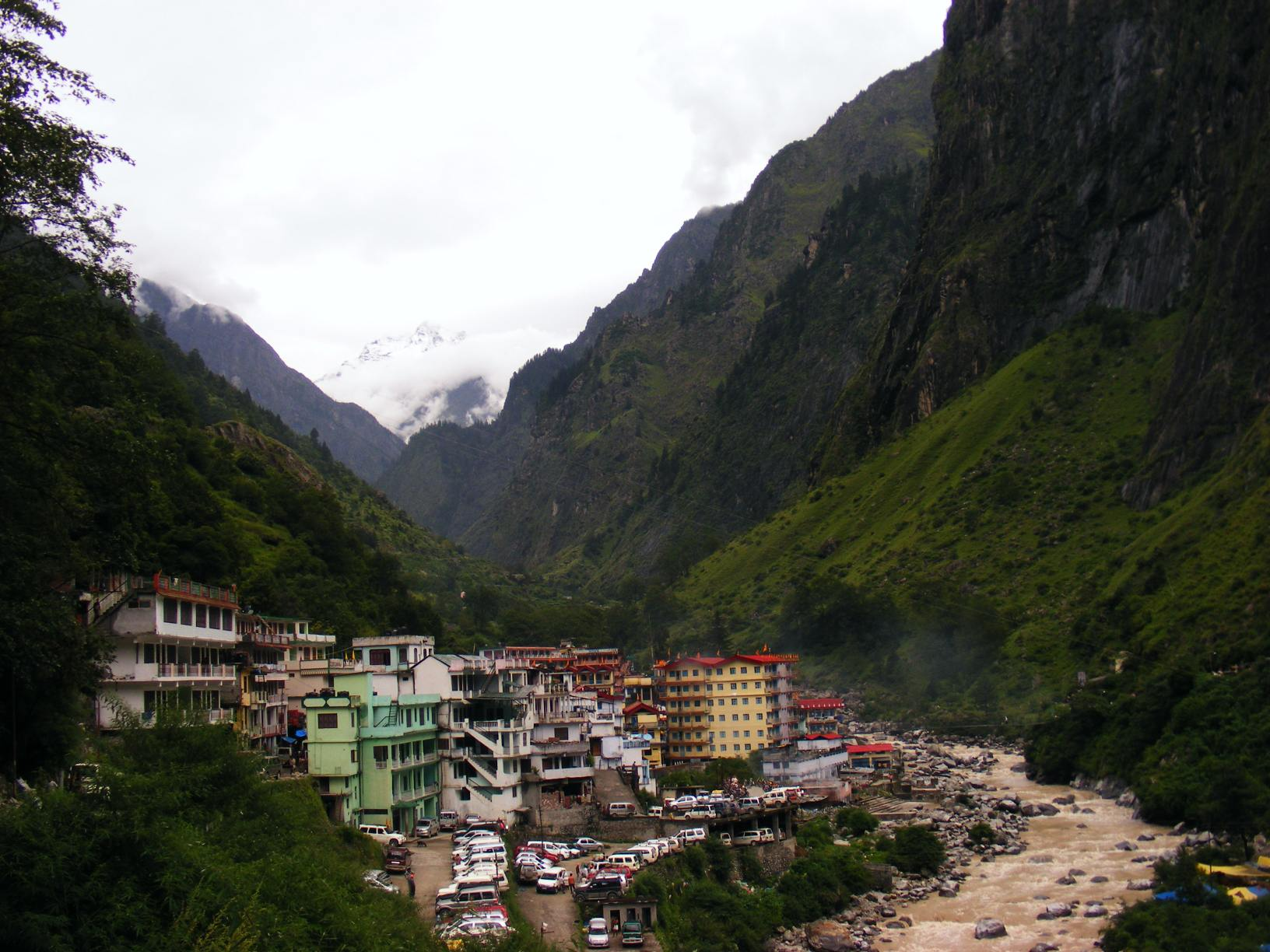
Le village de Govindghat.

Il est situé en bordure du Tibet.

## Géographie
Sa superficie est de 8 030 km2 ,, et sa population de 391 605 habitants (en 2011).